# El camino del castigo
«El camino del castigo» es el tercer episodio de la tercera temporada de la 
serie de fantasía medieval Game of Thrones de HBO. El guion del episodio estuvo a cargo de David Benioff y D. B. Weiss y la dirección recayó en las manos de Benioff. El episodio fue estrenado el 14 de abril de 2013.

## Argumento

### En Desembarco del Rey
Tywin Lannister (Charles Dance) convoca a una reunión del Consejo Real, demandando saber dónde se encuentra su hijo Jaime, pero nadie, incluyendo el maestro de los susurros, Lord Varys (Conleth Hill), puede responderle. Tywin entonces anuncia sus planes de unir en matrimonio a lord Petyr Baelish (Aidan Gillen) con Lysa Arryn para privar a Robb Stark de lograr más alianzas en la guerra. Sustituyendo a Baelish como el tesorero real, Tywin Lannister nombra a su hijo menor, Tyrion Lannister (Peter Dinklage), como Consejero de la Moneda. Luego Tyrion es aconsejado por Baelish en su nueva tarea. Más tarde Tyrion lleva a su escudero, Podrick (Daniel Portman), al servicio de tres prostitutas como agradecimiento por salvarle la vida en la Batalla de Aguasnegras. Luego, leyendo los libros de cuentas, Tyrion descubre que Baelish ha pedido prestado millones a Tywin y unos diez millones al Banco de Hierro de Braavos, al cual, si no se le paga a tiempo, podría derivar en conflictos para la Corona. 

### En el Norte
Theon Greyjoy (Alfie Allen) es despertado por el chico de la limpieza (Iwan Rheon) quien lo libera de sus ataduras, le da un caballo y le dice que viaje hacia el este y así se encontrará con su hermana Yara. Después de cabalgar toda la noche, Theon descubre que es perseguido por sus captores, y es derribado de su cabalgadura. Antes de que lo puedan violar, es salvado por el chico de la limpieza, que asesina a los soldados y ayuda a Theon una vez más. 

### En Rocadragón
Stannis Baratheon (Stephen Dillane) acusa a Melisandre (Carice van Houten), la cual está a punto de embarcar a un lugar desconocido, de intentar abandonarlo. Stannis le ruega que le dé a luz a otro hijo, pero ella dice que él no tiene las fuerzas necesarias. Ella le recuerda que su magia necesita sangre de rey, y esta puede ser adquirida por aquellos que compartan la misma sangre de Stannis. 

### Al otro lado del Mar Angosto
Daenerys (Emilia Clarke) escucha a sus consejeros, ser Jorah Mormont (Iain Glen) y ser Barristan Selmy (Ian McElhinney), darle diferentes opiniones sobre el correcto uso de los soldados cuando lleguen a Poniente. Barristan usaría hombres libres y leales, mientras que ser Jorah se inclina a favor de los Inmaculados. Luego, Dany le declara al esclavista Kraznys mo Nakloz (Dan Hildebrand) su deseo de comprar los ocho mil Inmaculados y los niños en entrenamiento. Cuando Kraznys le dice que no podrá pagarlos, Daenerys le ofrece uno de sus dragones, en contra de la opinión de Barristan y de ser Jorah. Kraznys insiste en tener al dragón más grande, a lo que Dany accede. Antes de irse, Dany demanda que le otorguen a la traductora esclava Missandei (Nathalie Emmanuel) como regalo, y parten juntas. 

### Más allá del Muro
El ejército de salvajes, liderado por Mance Rayder (Ciarán Hinds), llega al Puño de los Primeros Hombres para encontrarse un campo de cabezas de caballos en forma de remolino, hecho por los Caminantes Blancos. Jon Nieve (Kit Harington) se da cuenta de que no hay hombres de la guardia muertos, pero Orell (Mackenzie Crook) afirma que los vio. Rayder le dice a Jon que los hombres de la guardia se han convertido en espectros, y le ordena a Tormund Matagigantes (Kristofer Hivju) que tome a veinte hombres, incluyendo a Jon, y escalen el Muro. Rayder les dice que encenderá una fogata para avisarle que ataquen a la guardia cuando duerman, y que si Jon Nieve no prueba ser útil, añade Rayder, lo pueden libremente lanzar del Muro.
Llegando al campamento de Craster, los hombres restantes de la Guardia de la Noche buscan refugio bajo su techo. Craster, de mala gana les permite quedarse. Después de haber sido ridiculizado por Craster , Samwell Tarly sale del campamento y es testigo de como Gilly da a luz a un varón.

### En las Tierras de los Ríos
En Aguasdulces, se llevan a cabo los funerales de lord Hoster Tully, asistidos por familiares y abanderados . En una reunión con Robb (Richard Madden), su tío, Edmure (Tobias Menzies), es amonestado por no haber obedecido las órdenes del Rey en el Norte. Luego, lady Catelyn (Michelle Fairley) discute su dolor con su tío, Brynden el Pescado Negro (Clive Russell) y la Reina Talisa (Oona Chaplin) visita dos chicos Lannister y cura sus heridas en el calabozo del castillo. 
Arya (Maisie Williams) confronta a Sandor Clegane (Rory McCann) sobre el día en que asesinó a Mycah mientras viajaban a Desembarco del Rey. Antes de que este le pueda responder es introducido a un carromato. Luego, ella y Gendry (Joe Dempsie) se despiden de Pastel Caliente (Ben Hawkey) que ha decidido quedarse en la posada para trabajar en la cocina. 
En algún lugar de las Tierras de los Ríos, Locke (Noah Taylor) y sus hombres transportan a ser Jaime Lannister (Nikolaj Coster-Waldau) y Brienne de Tarth (Gwendoline Christie) de regreso a Harenhal. En el camino, Jaime sugiere a Brienne que no se resista cuando intenten violarla o la matarán. En el campamento, cuando los hombres intentan violarla, Jaime convence a Locke de que el padre de Brienne es un hombre adinerado que pagaría una gran suma por ver a su hija de vuelta e intacta. Luego, Jaime intenta asegurar su propia liberación, ofreciéndole a Locke oro y títulos. Locke pretende no sentirse ofendido por el intento de soborno, pero entonces, sin dudarlo, corta la mano derecha de Jaime.

## Producción

### Guion
El episodio fue escrito por los creadores de la serie, David Benioff y D. B. Weiss, basándose en material de la novela Tormenta de Espadas de George R. R. Martin.  El episodio adapta parte de los capítulos 15, 16, 18, 20, 22, 24, 28, 32, 34 y 36 de la novela (Catelyn II, Jon II, Arya III, Tyrion III, Jaime III, Daenerys II, Daenerys III, Jaime IV, Samwell II y Catelyn IV). Los escritores incluyeron historias originales como el escape de Theon, Tyrion llevando a Podrick a un burdel y la partida de Melisandre.

### Elenco
El episodio introduce a la familia Tully de Aguasdulces, haciendo la primera aparición el tío de Catelyn, Brynden Tully, a manos del actor Clive Russell, y su hermano Edmure, interpretado por Tobias Menzies. El personaje de Edmure, es interpretado más áspero en la serie que en las novelas.

### Música
El grupo de Locke canta «El oso y la doncella», escuchada por primera vez en la serie y con música compuesta por Ramin Djawadi. La canción, muy popular en Poniente, aparece a menudo en las novelas. Cantando al frente del grupo está el músico y vocalista Gary Lightbody, de la banda Snow Patrol, realizando un cameo.
La secuencia de créditos repone la misma canción en una nueva versión grabada para la serie por la banda The Hold Steady.

## Crítica
La crítica recibió el episodio de manera favorable, con Matt Fowler de IGN otorgándole al episodio un 8,8/10. Escribiendo para el A.V. Club, David Sims le dio al episodio un A-.  También de A.V. Club, Todd VanDerWerff le otorgó un A-, elogiando la rapidez con que ocurren los eventos en el episodio.